# Howard Coombs Stutz
Howard Coombs Stutz (Cardston, Alberta (Canadá), 24 de agosto de 1918 - Orem, Utah (EE. UU.), 20 de julio de 2010) fue un botánico estadounidense, especializado en el estudio genético de plantas silvestres de todo el mundo.

## Vida y obra
Hijo de Joseph Reuben y de Clara Coombs Stutz, tras graduarse en botánica en la Universidad Brigham Young (BYU) (Provo, Utah), obtuvo el doctorado en genética por la Universidad de Berkeley.
Su carrera estuvo dedicada al estudio de las plantas silvestres de todo el mundo, con especial atención a Norteamérica, Europa y Australia. Publicó más de 80 artículos científicos y en el año 2011 se editó su obra póstuma acerca de la evolución, titulada "Let the Earth Bring Forth": Evolution and Scripture.
Desarrolló gran parte de su carrera científica en el Departamento de Botánica de la Brigham Young University (BYU), de la que fue designado Profesor Emérito en 1960.
Con la BYU y el Servicio Forestal de Estados Unidos, contribuyó a fundar un laboratorio para el estudio de los arbustos del desierto del oeste de Estados Unidos. También trabajó con la empresa Utah Internacional en Nuevo México para la recuperación ambiental de explotaciones mineras a cielo abierto. En 1982, estableció con su esposa Mildred una beca perpetua de posgrado en la BYU para estudios de arbustos del desierto. Tras cuarenta años de profesor, se retiró de la enseñanza a la edad de 65 años, pero continuó con sus investigacioes hasta bien entrado en los 80 años.
Falleció a los 91 años de edad, tras padecer en la parte final de su vida la enfermedad de Alzheimer. Era miembro de la iglesia mormona de su comunidad.

## Algunas publicaciones
- 1957. A Cytogenetic Analysis of the Hybrid Secale Cereale L. x Secale Montanum Guss. & Its Progeny. Genetics 42 (3): 199-221
- Stutz, HC; LK Thomas. 1964. Hybridization & Introgression in Cowania & Purshia. Evolution 18 (2): 183-195
- Stutz, HC; JM Melby; GK Livingston. 1975. Evolutionary studies of Atriplex: a relic gigas diploid population of Atriplex canescens. Am. J. Bot. 62: 236-245
- Stutz, HC. 1977. Breeding & selection of plant materials for rehabilitation of mine spoils: Progress report. Ed. Land Reclamation Program, Argonne Nat. Lab.
- Stutz, HC; ST Sanderson. 1979. The role of polyploidy in the evolution of Atriplex canescens. En: Goodin, JR; DK Northington, eds.: Arid land plant resources: procs. of the International Arid Lands Conference on Plant Resources. Lubbock, TX: Texas Tech Univ.: 615-621
- Stutz, HC. 1982. Broad gene pools required for disturbed lands. En: Aldon, EF; WR Oaks, eds.: Reclamation of mined lands in the Southwest. Albuquerque, NM. Albuquerque, NM: Soil Conservation Soc. Am. New Mexico Cap.: 113-118
- Tiedemann, AR; ED McArthur; HC Stutz; R Stevens; KR Johnson. 1983. Proc.—symposium on the biology of Atriplex & related chenopods. Provo, UT. Gen. Tech. Rep. INT-172. Ogden, UT: U.S. Department of Agriculture, Forest Service, Intermountain Forest and Range Experiment Station: 196-204
- Stutz, HC; G-L Chu; SC Sanderson. 1990. Evolutionary Studies of Atriplex: Phylogenetic Relationships of Atriplex pleiantha. Am. J. Bot. 77 (3): 364-369
- Stutz, HC. 1993. Resurrection of the genus Endolepis & clarification of Atriplex phyllostegia (Chenopodiaceae). Ed. Bot. Soc. Am.
- Sanderson, SC; HC Stutz. 1994. High chromosome numbers in Mojavean & Sonoran Desert Atriplex canescens (Chenopodiaceae). Am. J. Bot. 81: 1045-1053
- Stutz, HC; OJ Estrada. 1995. Development of genetic diversity in Atriplex. En: Schuman, GE; GF Vance, eds.: Decades later: a time for reassessment, proc. 12º annual meeting of the Am. Soc. for Surface Min. & Reclamation; Gillette, WY. Princeton, WV: Am. Soc. for Surface Min. & Reclamation: 762-765
- Stutz, HC. 1998. Breeding and selection of superior plants for use in reclamation. Ed. BHP World Minerals
- Sanderson, SC; HC Stutz; R Mildred; RC Roos. 1999. Chromosome races in Sarcobatus (Sarcobataceae, Caryophyllales). Great Basin Naturalist. 59: 301-314
- Sanderson, SC; HC Stutz. 2001. Chromosome races of fourwing saltbush (Atriplex canescens), Chenopodiaceae. En: McArthur, ED; Fairbanks, DJ, comps.: Shrubland ecosystem genetics & biodiversity: procs.; Provo, UT. Proc. RMRS-P-21. Ogden, UT: U.S. Department of Agriculture, Forest Service, Rocky Mountain Research Station: 75-88
- Sanderson, SC; HC Stutz. 2001. Chromosome races of fourwing saltbush (Atriplex canescens), Chenopodiaceae. McArthur, ED; Fairbanks, DJ (compiladores): Shrubland Ecosytstem Genetics & Biodiversity: Proc. Rocky Mountain Research Station, Ogden, UT. RMRS-P-21: 75-88

- La abreviatura «Stutz[4]» se emplea para indicar a Howard Coombs Stutz como autoridad en la descripción y clasificación científica de los vegetales.[5]